# Bintulu
Bintulu – miasto w Malezji, w stanie Sarawak. W 2008 liczyło 158 tys. mieszkańców.